# Röda göl
Röda göl är en sjö i Tingsryds kommun i Småland och ingår i Mieåns huvudavrinningsområde.